# Karl Tobiassen
Jens Karl Jakob Tobiassen (født 16. april 1964 i Qaarsut) er en grønlandsk fisker, fanger og politiker (Siumut). Han var minister (naalakkersuisoq) for fiskeri og fangstsiden fra 5. april 2022 til 22. september 2023.

## Opvækst og familie
Karl Tobiassen er født og opvokset i Qaarsut. Han er søn af Nikoline Tobiassen og Jes Kristian Tobiassen og er gift med Ane. De har tre børn og har også haft mange børn i pleje.

## Erhverv
Tobiassen gik ud skolen efter sin konfirmation i 1979 for blive fanger og har været fisker og fanger i Qaarsut, til han indtrådte i Naalakkersuisut i 2022.
Han sad i bestyrelsen for Uummannaq Seafood 2000-2017 og KNI's bestyrelse 2007-2009. Han var i bestyrelsen for foreningen af bygdebestyrelser, Kanunupe, 1999-2009, og i hovedbestyrelsen for KNAPK, Fisker- og Fangersammenslutningen i Grønland, 2017-2022. Han forlod KNAPK's hovedbetyrelse i 2022 fordi han blev minister for fiskeri og fangst.

## Politisk karriere
Karl Tobiassen var medlem af bygderådet (fra 1995 bygdebestyrelsen) i Qaarsut 1991-2009, og medlem af kommunalbestyrelsen i Uummannaq Kommune 1991-1993, 1997-2001 og 2003-2009. Han blev ved kommunalvalget i 2008 valgt til kommunalbestyrelsen i den nydannede Qaasuitsup Kommune, men blev på grund af en dom for dyremishandling erklæret ikke-valgbar. Herefter forlod han politik indtil 2020.
Han stillede op til inatsisartutvalget i 2021 og fik 111 stemmer hvilket gav ham en placering som 1. stedfortræder. Han kandiderede også til kommunalbestyrelsen i Avannaata Kommune ved kommunalvalget samme dag men blev heller ikke valgt der. Tobiassen kom imidlertid alligevel ind i Inatsisartut, fordi Qarsoq Høegh-Dam trak sig fra sin plads. Ved regeringsomdannelsen i april 2022, hvor Siumut kom med i Naalakkersuisut i stedet for Naleraq, fik Tobiassen posten som minister for fiskeri og fangst i Regeringen Múte Bourup Egede II fra 5. april. Han trak frivilligt fra posten 22. september 2023, fordi det ikke var lykkedes ham at få gennemført en ny fiskerilov, som han havde lovet. Han fortsatte derefter som af almindeligt medlem af Inatsisartut.